# Pitchfork
Pitchfork é um website estadunidense que publica críticas, comentários e notícias sobre música e entrevistas a músicos. Foca-se na música independente, sobretudo música electrónica, pop, hip hop, indie rock, metal, r&b, folk, jazz, e música experimental, mas também cobre diversos outros gêneros e sub-gêneros musicais.

## Gênero musical
Fundado por Ryan Schreiber em 1995, em Minneapolis, Minnesota, o site centra-se em resenhas e criticas sobre lançamentos musicais, mas os jornalistas da Pitchfork também fazem críticas sobre discos antigos e reedições. O site tem publicado listas de "melhores álbuns" - como os melhores dos anos 60, 70, 80, 90, 00 e 10. Assim como em todos os anos, desde 1999, publicam listas de melhores singles e álbuns do ano. A publicação é considerada de significativa influência no mundo da música independente,  apesar de também ser criticada pelos seus critérios de atribuição de notas, devoção a tendências e modas, e por focar-se em bandas e estilos de música obscuros, ou desconhecidos do grande público. 
Desde 2008, a Pitchfork também possui um canal de TV online via streaming, o Pitchfork.tv. 
Em 2009, o fundador Ryan Schreiber foi destacado pela revista Time como uma das pessoas mais importantes do ano. 

### Histórico
No final de 1995, Ryan Schreiber, então aluno do colegial, criou o site Pitchfork. Influenciado por fanzines locais e por uma estação de rádio universitária local, Schreiber, que não tinha experiência de escrita anterior, teve como objetivo fornecer à Internet um espaço regularmente atualizado sobre música independente. A princípio com o nome Turntable, o site era mensalmente atualizado com entrevistas e comentários. Em maio de 1996, o site começou a publicar diariamente e foi rebatizado de "Pitchfork", uma referência à tatuagem de Tony Montana do filme Scarface, de 1983.
No início de 1999, Schreiber desvinculou a Pitchfork da sua base em Minneapolis e se mudou para Chicago, Illinois. Até então, o site havia se expandido sua publicação de conteúdo para quatro comentários de discos por dia, bem como entrevistas esporádicas, especiais e colunas. O site também começou a conquistar sua audiência em decorrência de sua extensa cobertura de música underground e seu estilo de escrita, livre das convenções do jornalismo impresso. Em outubro do mesmo ano, o site criou uma seção de notícias musicais diárias.

### Influência

#### Publicidade e popularidade dos artistas
As opiniões publicadas na Pitchfork têm ganhado crescente relevância no meio cultural digital nos últimos anos. Alguns dos principais meios de comunicação veem o site como um medidor da cena musical independente, e citações positivas de suas resenhas são cada vez mais utilizadas nos comunicados de imprensa e afixadas em encartes de discos.
Algumas publicações já acusaram a Pitchfork de desempenhar importante papel na popularização e valorização de mercado de bandas como Arcade Fire, Sufjan Stevens, Clap Your Hands Say Yeah, Interpol, The Go! Team, Broken Social Scene, Cold War Kids, e Titus Andronicus embora o verdadeiro impacto do site no desenvolvimento da popularidade desses artistas permaneça ainda sendo um assunto em debate.
Por outro lado, a Pitchfork também já foi vista como uma influência negativa para alguns artistas independentes. Como sugere um artigo do Washington Post de 2006, resenhas da Pitchfork podem ter influência significativa sobre a popularidade de um álbum, especialmente se ele só estivera anteriormente disponível para um público limitado ou lançado em uma gravadora independente. Por outro lado, um endosso da Pitchfork - que atribui notas de um décimo de um ponto de cada vez, até um máximo de 10 pontos - é muito valioso para um artista independente.
Exemplos do impacto da Pitchfork incluem:
- Arcade Fire está entre as bandas mais citadas por ter sido beneficiada por uma avaliação da Pitchfork. Em um artigo de 2005 do Chicago Tribune, um funcionário da Merge Records declarou: "Depois da resenha da Pitchfork, Funeral saiu de catálogo em cerca de uma semana porque tivemos muitos pedidos de compra disco."[9]
- Bon Iver foi alçado ao status de banda pop e conquistou sucesso de crítica após a resenha de 2007 da Pitchfork para o disco For Emma, Forever Ago. Pitchfork foi a única publicação a ter incluído o álbum em sua lista de melhores do ano, enquanto mais de dezesseis publicações populares incluíram o re-lançamento do álbum em suas listas de 2008. No verão de 2011, a Pitchfork deu ao álbum homônimo de Bon Iver o selo "Best New Music", e, mais tarde, escolheu-o como o melhor álbum de 2011. A aclamação crítica da Pitchfork a Bon Iver é amplamente vista como o alavanca do artista para o sucesso mainstream comercial, que culminou no prêmio de Artista Revelação e Melhor Álbum de Música Alternativa do Grammy Awards de 2012. A revista Time nomeou Bon Iver como Personalidade do Ano em 2012, observando a resenha de 2007 da Pitchfork como a fonte de "credibilidade independente" que "levou a banda ao sucesso mainstream".[10]
- Lee Sargent, membro da banda Clap Your Hands Say, discutiu o impacto da influência da Pitchfork em seu álbum, dizendo: "A questão sobre uma publicação como a Pitchfork é que eles podem decidir quando isso acontece. Você sabe o que eu quero dizer? Eles podem dizer, 'Nós vamos acelerar o processo de sucesso e isso vai acontecer... agora!' E isso foi um grande impacto para nós, porque perdemos o controle de tudo."[11]

### Críticas
Uma queixa comum sobre a Pitchfork é a de que a linha editorial do sítio sofre de uma visão estreita quanto à música independente, favorecendo o lo-fi e muitas vezes o indie rock obscuro e dando tratamento superficial para outros gêneros. Alguns críticos têm sugerido que o site classifica álbuns de cenas musicais particulares ou certos artistas de forma mais favorável, a fim de reforçar a sua influência quando tal música se torna popular.
A maioria das críticas, no entanto, foca no estilo de resenhar álbuns do sítio. Os críticos argumentam que o site com frequência enfatiza a própria escrita do resenhista no lugar da música real que está sendo resenhada, às vezes nem mesmo resenhando o álbum e, em vez disso, criticando a integridade do artista. A Pitchfork é também conhecida por dar nota "0.0", considerando o trabalho resenhado como totalmente sem valor. Um crítico escreveu que a nota "0.0" da Pitchfork para um álbum específico pode ser tida como não mais do que um "golpe de publicidade barata" para um site que "vive da controvérsia".

### The Pitchfork Review
Em 14 de dezembro de 2013, a Pitchfork estreou, com a primeira edição, a The Pitchfork Review, uma revista impressa trimestral de largo material escrito de música e conteúdo com foco em design, inspirada no The New Yorker.

### Festivais de música

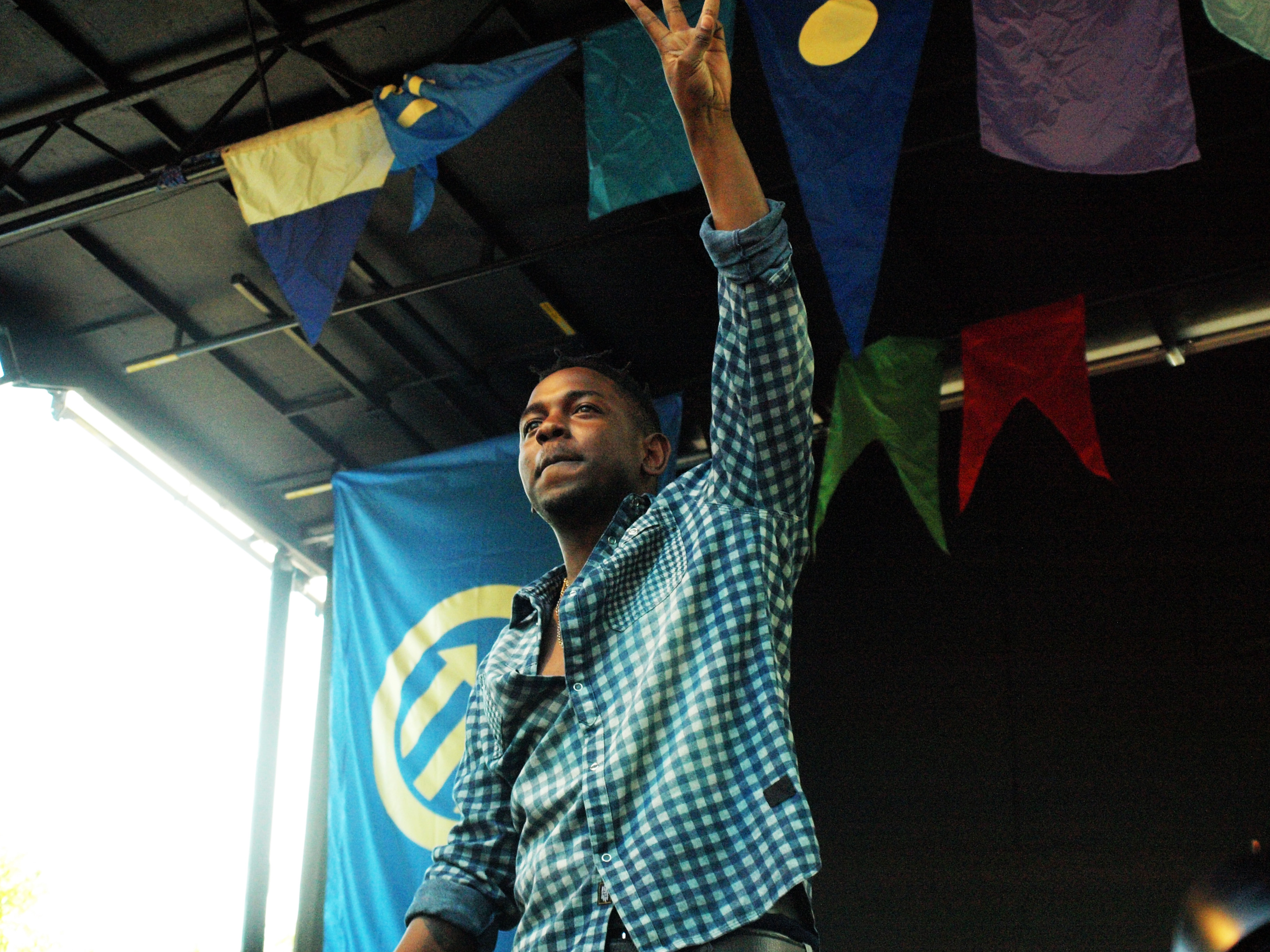
Kendrick Lamar, na edição de 2012 do Pitchfork Music Festival.

#### Intonation Music Festival
Em 16 e 17 de julho de 2005, a Pitchfork foi responsável pela curadoria do Intonation Music Festival, atraindo cerca de 15.000 espectadores ao Chicago Union Park, que contou com apresentações de 26 bandas e artistas, incluindo Diplo, Broken Social Scene, The Decemberists, Death From Above 1979, Four Tet e Tortoise.

#### Pitchfork Music Festival
Em 29 e 30 de julho de 2006, a publicação organizou a primeira edição de seu próprio evento de música, Pitchfork Music Festival, no mesmo parque de Chicago. O evento atraiu mais de 18.000 pessoas por dia. Mais de 40 bandas e artistas se apresentaram no festival inaugural, incluindo Spoon, Yo La Tengo e, como headliners, os então recém-reunidos ícones da Tropicália, Os Mutantes.

### Sítios subsidiários

#### Pitchfork.tv
Em 07 de abril de 2008, a Pitchfork Media lançou Pitchfork.tv, um canal audiovisual online com videoclipes, documentários e outras produções relacionadas a bandas de música independente. Ele apresenta bandas que são normalmente encontradas no site principal, Pitchfork.

#### Altered Zones
Em 7 de julho de 2010, a Pitchfork Media anunciou Altered Zones, um agregador de blogs dedicado à música undreground e "DIY music". Altered Zones foi encerrado em 30 de novembro de 2011.

#### Nothing Major
Em 26 de dezembro de 2012, a Pitchfork Media lançou Nothing Major, um site que cobre as artes visuais, tais como belas artes e fotografia. Nothing Major foi fechado em 16 de outubro de 2013.

#### The Dissolve
Em 10 de julho de 2013, a Pitchfork Media lançou The Dissolve, braço dedicado a resenhas, notícias, comentários e conteúdo especial sobre cinema.

### Premiações da Pitchfork

O álbum My Beautiful Dark Twisted Fantasy, do artista estadunidense Kanye West, recebeu nota 10, uma das poucas notas máximas na história recente da Pitchfork, cuja resenha é considerada uma das mais memoráveis da história da publicação.

#### "Pitchfork Album of the Year"
| Ano  | Artista                | Álbum                             | País           | Referências |
| ---- | ---------------------- | --------------------------------- | -------------- | ----------- |
| 1999 | The Dismemberment Plan | Emergency & I                     | Estados Unidos | [ 29 ]      |
| 2000 | Radiohead              | Kid A                             | Reino Unido    | [ 30 ]      |
| 2001 | The Microphones        | The Glow Pt. 2                    | Estados Unidos | [ 31 ]      |
| 2002 | Interpol               | Turn on the Bright Lights         | Estados Unidos | [ 32 ]      |
| 2003 | The Rapture            | Echoes                            | Estados Unidos | [ 33 ]      |
| 2004 | Arcade Fire            | Funeral                           | Canadá         | [ 34 ]      |
| 2005 | Sufjan Stevens         | Illinois                          | Estados Unidos | [ 35 ]      |
| 2006 | The Knife              | Silent Shout                      | Suécia         | [ 36 ]      |
| 2007 | Panda Bear             | Person Pitch                      | Estados Unidos | [ 37 ]      |
| 2008 | Fleet Foxes            | Sun Giant/Fleet Foxes             | Estados Unidos | [ 38 ]      |
| 2009 | Animal Collective      | Merriweather Post Pavilion        | Estados Unidos | [ 39 ]      |
| 2010 | Kanye West             | My Beautiful Dark Twisted Fantasy | Estados Unidos | [ 40 ]      |
| 2011 | Bon Iver               | Bon Iver                          | Estados Unidos | [ 41 ]      |
| 2012 | Kendrick Lamar         | good kid, m.A.A.d city            | Estados Unidos | [ 42 ]      |
| 2013 | Vampire Weekend        | Modern Vampires of the City       | Estados Unidos | [ 43 ]      |
| 2014 | Run the Jewels         | Run the Jewels 2                  | Estados Unidos | [ 44 ]      |
| 2015 | Kendrick Lamar         | To Pimp a Butterfly               | Estados Unidos | [ 45 ]      |
| 2016 | Solange                | A Seat at the Table               | Estados Unidos | [ 46 ]      |
| 2017 | Kendrick Lamar         | Damn.                             | Estados Unidos | [ 47 ]      |
| 2018 | Mitski                 | Be The Cowboy                     | Estados Unidos | [ 48 ]      |
| 2019 | Lana Del Rey           | Norman Fucking Rockwell!          | Estados Unidos | [ 49 ]      |
| 2020 | Fiona Apple            | Fetch the Bolt Cutters            | Estados Unidos | [ 50 ]      |
| 2021 | Jazmine Sullivan       | Heaux Tales                       | Estados Unidos | [ 51 ]      |
| 2022 | Beyoncé                | Renaissance                       | Estados Unidos | [ 52 ]      |
| 2023 | SZA                    | SOS                               | Estados Unidos | [ 53 ]      |

#### "Pitchfork Track of the Year"
| Ano  | Artista                                                               | Música                      | País           | Referências |
| ---- | --------------------------------------------------------------------- | --------------------------- | -------------- | ----------- |
| 2003 | Outkast                                                               | "Hey Ya!"                   | Estados Unidos | [ 54 ]      |
| 2004 | Annie                                                                 | "Heartbeat"                 | Noruega        | [ 55 ]      |
| 2005 | Antony & The Johnsons                                                 | "Hope There's Someone"      | Reino Unido    | [ 56 ]      |
| 2006 | Justin Timberlake e T.I.                                              | "My Love"                   | Estados Unidos | [ 57 ]      |
| 2007 | LCD Soundsystem                                                       | "All My Friends"            | Estados Unidos | [ 58 ]      |
| 2008 | Hercules and Love Affair                                              | "Blind"                     | Estados Unidos | [ 59 ]      |
| 2009 | Animal Collective                                                     | "My Girls"                  | Estados Unidos | [ 60 ]      |
| 2010 | Ariel Pink's Haunted Graffiti                                         | "Round and Round"           | Estados Unidos | [ 61 ]      |
| 2011 | M83                                                                   | "Midnight City"             | França         | [ 62 ]      |
| 2012 | Grimes                                                                | "Oblivion"                  | Canadá         | [ 63 ]      |
| 2013 | Drake                                                                 | "Hold On, We're Going Home" | Canadá         | [ 64 ]      |
| 2014 | Future Islands                                                        | "Seasons (Waiting on You)"  | Estados Unidos | [ 65 ]      |
| 2015 | Kendrick Lamar                                                        | "Alright"                   | Estados Unidos | [ 66 ]      |
| 2016 | Kanye West, Chance the Rapper, The-Dream, Kelly Price e Kirk Franklin | "Ultralight Beam"           | Estados Unidos | [ 67 ]      |
| 2017 | Cardi B                                                               | "Bodak Yellow"              | Estados Unidos | [ 68 ]      |
| 2018 | The 1975                                                              | "Love It If We Made It"     | Reino Unido    | [ 69 ]      |
| 2019 | FKA twigs                                                             | "cellophane"                | Reino Unido    | [ 70 ]      |
| 2020 | Cardi B e Megan Thee Stallion                                         | "WAP"                       | Estados Unidos | [ 71 ]      |
| 2021 | Caroline Polachek                                                     | "Bunny Is a Rider"          | Estados Unidos | [ 72 ]      |
| 2022 | Alvvays                                                               | "Belinda Says"              | Canadá         | [ 73 ]      |
| 2023 | Lana Del Rey                                                          | "A&W"                       | Estados Unidos | [ 74 ]      |